# Tubod (Surigao del Norte)
Tubod (Bayan ng Tubod) är en kommun i Filippinerna. Kommunen ligger på ön Mindanao, och tillhör provinsen Surigao del Norte. Folkmängden uppgår till 10 922 invånare.
Tubod är indelat i 9 barangayer.

## Bildgalleri

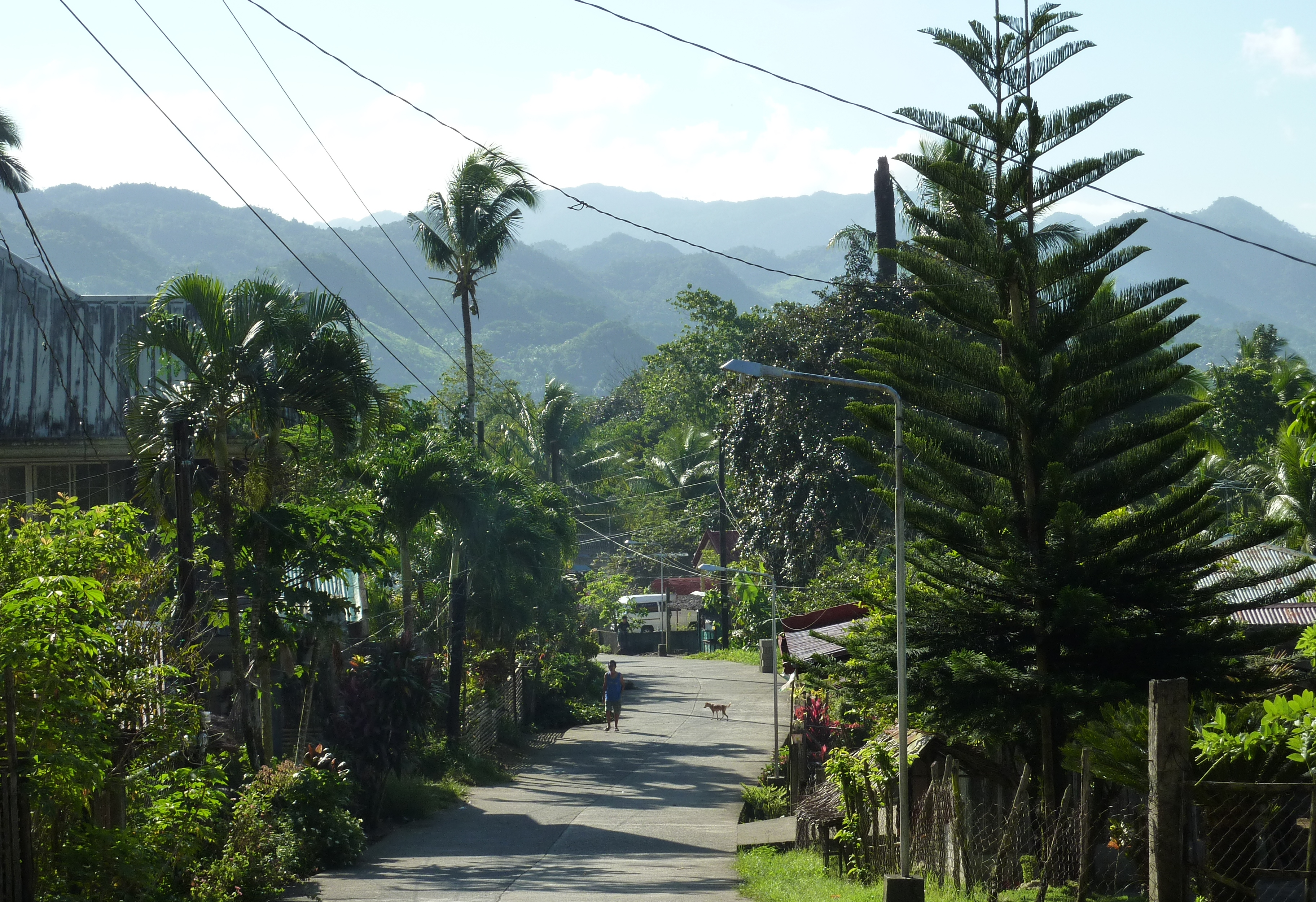
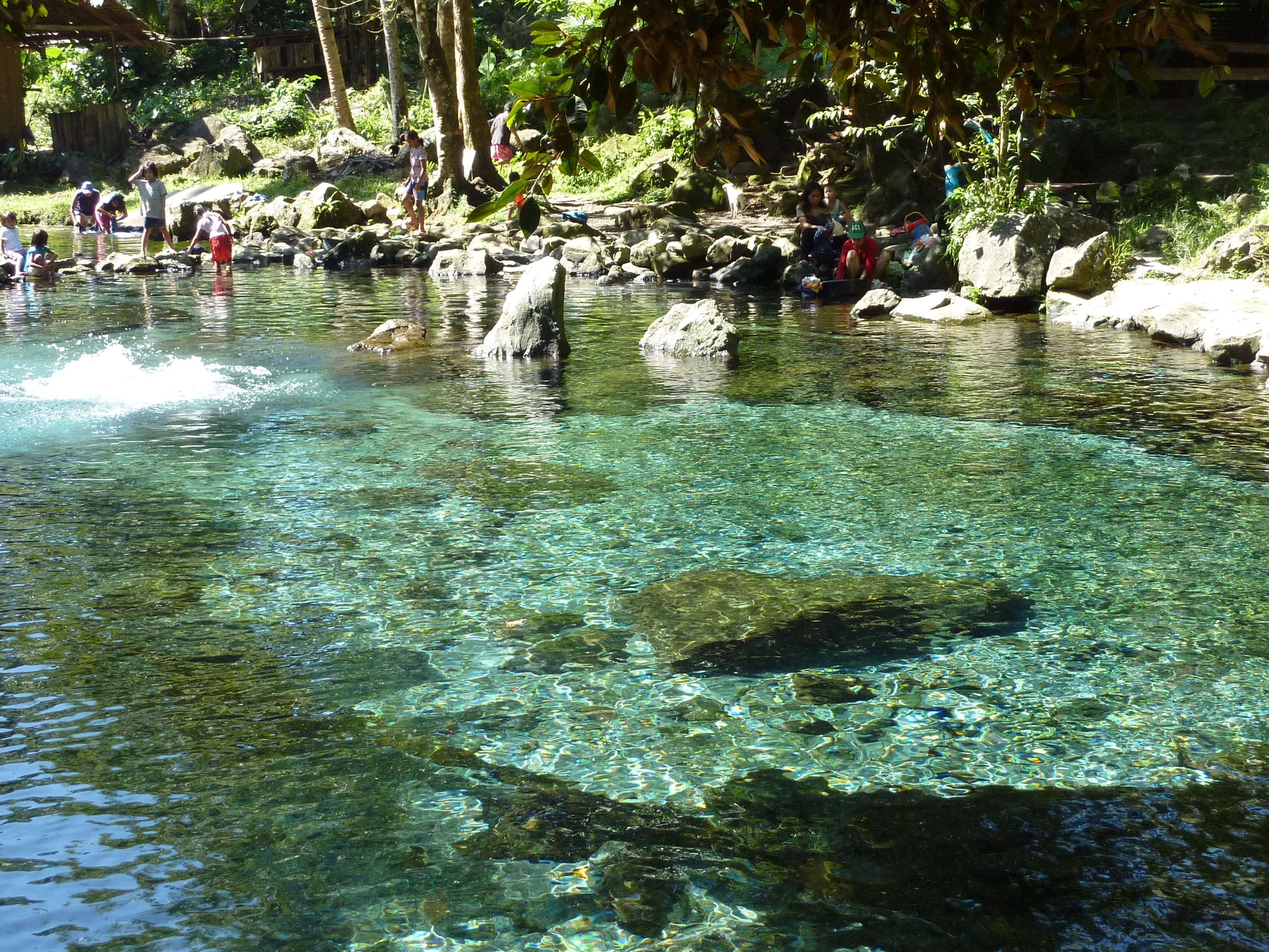
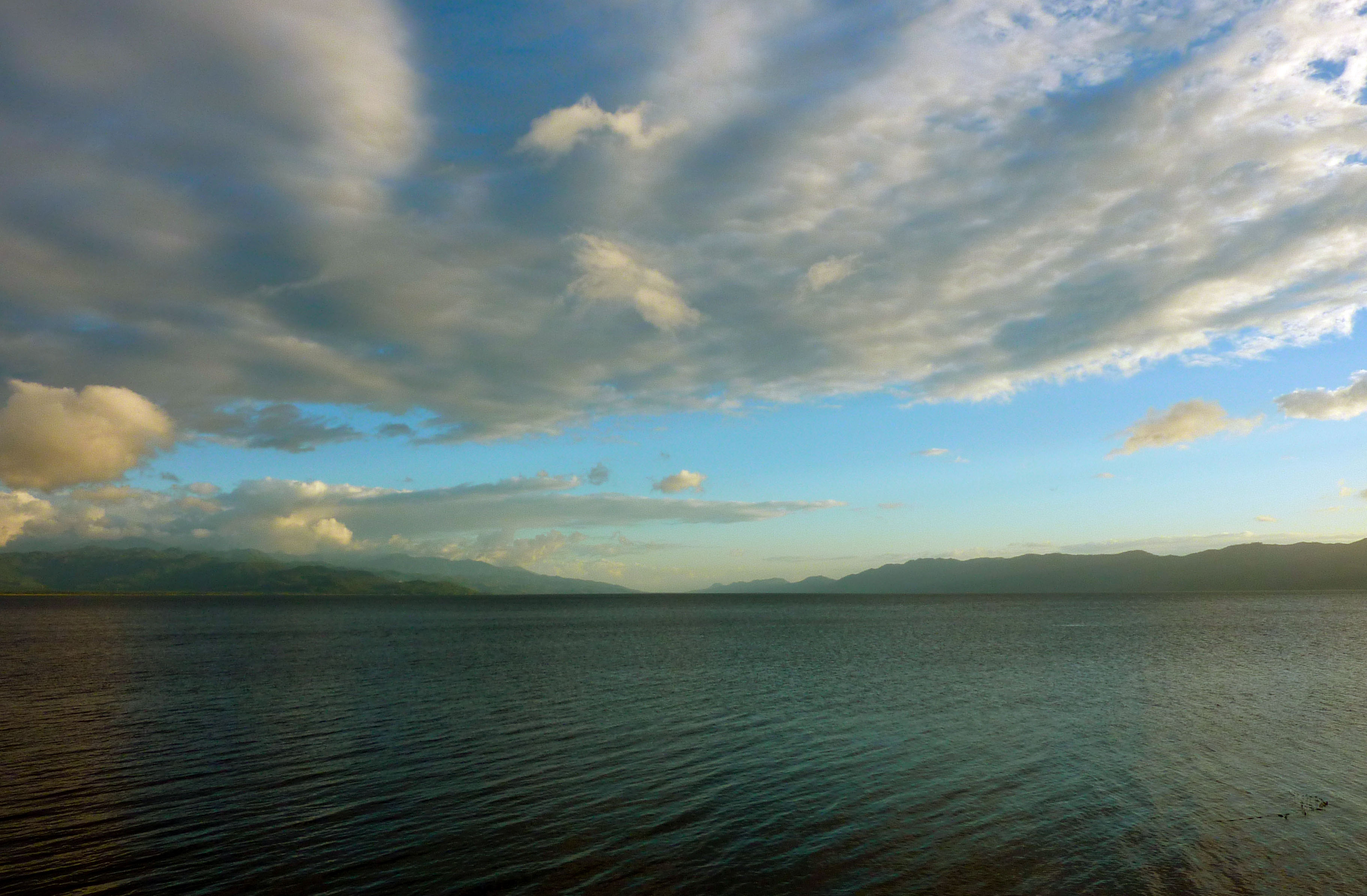
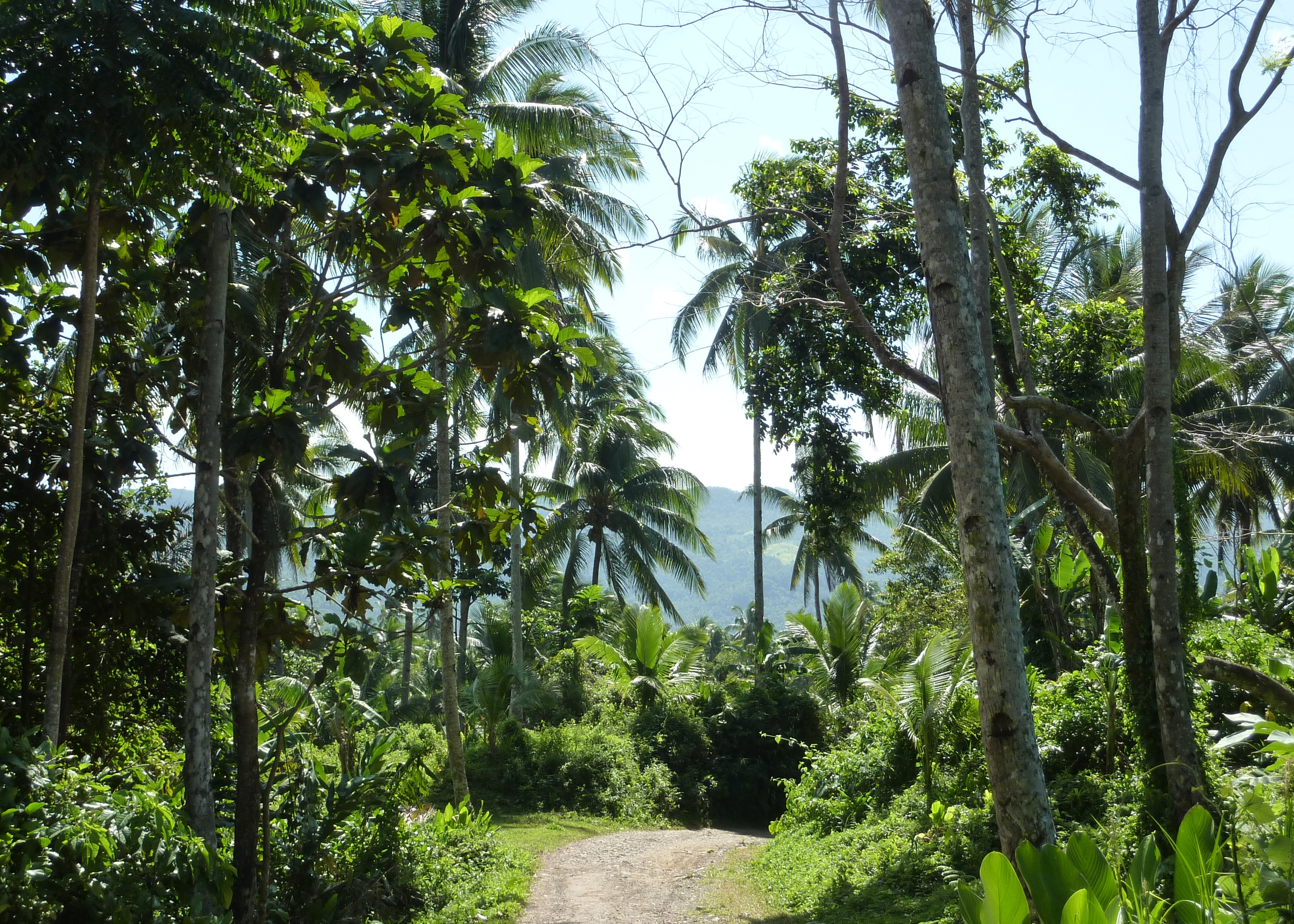